# Tetraquark

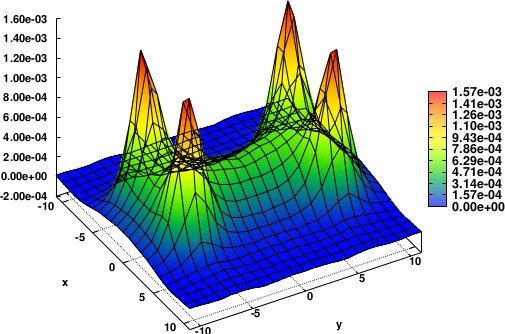
Tubs de flux de color (responsables del confinament dels quarks) produïts per quatre càrregues estàtiques de quarks i antiquarks, obtinguts càlculs teòrics de la QCD en reticle.

En física de partícules, un tetraquark és un mesó exòtic format per un estat lligat de quatre quarks. Encara que a l'univers ordinari els quarks formen només estats lligats de 3-quarks (barions) i 2-quarks (mesons), en principi la teoria de la interacció forta, la cromodinàmica quàntica, no prohibeix l'existència d'estats amb quatre o més quarks. Qualsevol estat tetraquark seria un exemple d'hadró exòtic fora de la classificació actual del model de quarks.
Existeixen diverses indicacions experimentals de tetraquarks, contenint quarks encant i bellesa (vegeu a sota), però la seva existència no ha estat provada car les dades no exclouen la possibilitat que es tractin d'estats moleculars de dos mesons.

## Història
El 2003, una partícula temporalment anomenada X(3872) va ser proposta per l'experiment Belle al Japó com a candidata tetraquark, d'acord amb prediccions teòriques anteriors. El nom 'X' indica que les seves propietats són provisionals. El número que segueix a la 'X' és la massa de la partícula en unitats de GeV/c².
El 2004, l'estat DsJ(2632), observat per l'experiment SELEX al laboratori Fermilab, va ser suggerit com a possible tetraquark.
El 2007, Belle va anunciar l'observació de l'estat Z(4430), un candidat tetraquark encant-antiencant-baix-dalt. El 2014, l'experiment LHCb al Gran Col·lisionador d'Hadrons va confirmar aquesta ressonància amb una significació estadística de 13.9σ. Igualment, hi ha indicacions que l'estat Y(4660), també descobert per Belle el 2007, podria ser un tetraquark.
El 2009, Fermilab va anunciar un nou candidat tetraquark en la partícula temporalment anomenada Y(4140).
El 2013, dos grups independents van anunciar l'observació del Zc(3900).